# حسن أباد (مقاطعة فيروزآباد)
حسن أباد (بالإنجليزية: Tolombeh Hay-e Hasanabad)‏ هي human-geographic territorial entity تقع في فارس في إيران.